# Província de Khost

Mapa dels districtes; el de Shamal va ser afegit després

La província de Khost (paixtu : خوست) és una divisió administrativa de l'Afganistan a l'est del país. La capital és la ciutat de Khost. La població de la província es calculava en un milió d'habitants però a oficialment s'assenyalen només 638.849 habitants, de majoria paixtu amb presència també de khostwals (clans: Lakkan, Tawizai, Sabari, Shamil, Matun, Mali, Mandozai, Tani and Ismail Khel), zadrans, dzadzis, wazirs (clan gurboz) i kharsins (o mazdaks).
Es va formar vers el 1994 per segregació de la província de Paktia.

## Districtes
| Districte             | Capital | Població | Àrea | Notes                                               |
| --------------------- | ------- | -------- | ---- | --------------------------------------------------- |
| Bak                   |         | 27,675   |      |                                                     |
| Gurbuz                |         | 30,751   |      |                                                     |
| Jaji Maidan           |         | 23,197   |      |                                                     |
| Khost (Matun)         |         | 160,214  |      |                                                     |
| Mandozai              |         | 61,682   |      |                                                     |
| Musa Khel             |         | 41,998   |      |                                                     |
| Nadir Shah Kot        |         | 37,193   |      |                                                     |
| Districte de Qalandar |         | 11,406   |      |                                                     |
| Districte de Sabari   |         | 89,779   |      |                                                     |
| Shamal                |         | 13,523   |      | Agregat el 2005 procedent de la província de Paktia |
| Districte de Spera    |         | 26,685   |      |                                                     |
| Districte de Tani     |         | 67,096   |      |                                                     |
| Tere Zayi             |         |          |      |                                                     |